# Poznań (cheval)
Pour les articles homonymes, voir Poznań.
Le Poznań (polonais : Koń poznański) est une race de chevaux originaire de Pologne. Désormais éteinte, elle a été fusionnée en 1962 avec le Mazurien pour former la race du Wielkopolski.

## Histoire
Les autorités prussiennes créent dans les années 1820 différents haras en Grande-Pologne, afin de fournir l'armée. Un registre généalogique est tenu depuis la fin du XIXe siècle. En 1897, un troupeau d'étalons est créé à Starogard Gdański. La sélection retient des animaux d'origine orientale, prussiens et Trakehner, ainsi que les races Beberbeck, Hanovrien et Oldenbourg. Ces croisements aboutissent au type du cheval de Poznań.
La race souffre beaucoup de l’occupation allemande en 1939.

## Description
C'est un grand animal de constitution massive, apte à travailler la terre et à répondre aux besoins de l'armée.